# Loke pri Mozirju
Loke pri Mozirju je naselje v Občini Mozirje.